# Six Kinderstücke (Mendelssohn)
Les Six Kinderstucke opus 72 (MWV U 171, U 170, U 164, U 169, U 166, U 168) est un cycle de pièces brèves pour piano de Felix Mendelssohn. Comme les célèbres Scènes d'enfants de Schumann, c'est un tendre hommage poétique au monde de l'enfance.

## Structure
1. Allegro non troppo (MWV U 171), en sol majeur, à 
, 44 mesures
2. Andante sostenuto (MWV U 170), en mi bémol majeur, à 
, 41 mesures
3. Allegretto (MWV U 164), en sol majeur, à 
, 37 mesures
4. Andante con moto (MWV U 169), en ré majeur, à 
, 44 mesures
5. Allegro assai (MWV U 166), en sol mineur, à , 66 mesures
6. Vivace (MWV U 168), en fa majeur, à 
, 41 mesures

Durée : 9 à 10 minutes
Introduction de l'Allegro non troppo :
La lecture audio n'est pas prise en charge dans votre navigateur. Vous pouvez télécharger le fichier audio.
Introduction de l'Andante sostenuto :
La lecture audio n'est pas prise en charge dans votre navigateur. Vous pouvez télécharger le fichier audio.

Introduction de l'Allegretto :
La lecture audio n'est pas prise en charge dans votre navigateur. Vous pouvez télécharger le fichier audio.
Introduction de l'Andante con moto :
La lecture audio n'est pas prise en charge dans votre navigateur. Vous pouvez télécharger le fichier audio.
Introduction de l'Allegro assai :
La lecture audio n'est pas prise en charge dans votre navigateur. Vous pouvez télécharger le fichier audio.
Introduction du Vivace :
La lecture audio n'est pas prise en charge dans votre navigateur. Vous pouvez télécharger le fichier audio.

## Source
- François-René Tranchefort (dir.), Guide de la musique de piano et de clavecin, Paris, Fayard, coll. « Les indispensables de la musique », 1987, 870 p. (ISBN 978-2213016399, BNF 34978617), p. 495